# Curlew Cove
Die Curlew Cove ist eine kleine Bucht im Nordwesten der Thatcher-Halbinsel an der Nordküste Südgeorgiens im Südatlantik. Sie liegt zwischen dem Camp Peak und dem Stenhouse Peak am Eingang zum Carr Valley. Ihr Ufer oberhalb des Strandsaums ist von Tussock bewachsenen Kliffs gekennzeichnet.
Das UK Antarctic Place-Names Committee benannte sie 2007 nach der 1905 gebauten Yacht Curlew, ab 1992 im Besitz von Tim und Pauline Carr, von 1992 bis 2007 Kuratoren des Südgeorgien-Museums, das dem Ehepaar für Segeltörns in den Gewässern um Südgeorgien gedient hatte und seit 2002 zum Bestand des National Maritime Museum in Falmouth gehört.